# Kujambel
Als Kujambel oder Kujambelwasser werden auf deutschen Seeschiffen verdünnte Limonade oder der klassische Hagebuttentee bzw. ein Mischgetränk aus Limonadensirup, Wasser und Eis bezeichnet.
Dieser Kujambel wird am Morgen vom Koch oder Smut angerührt und in einem großen Thermobehälter mit Zapfhahn der Besatzung in warmen Gegenden an einem zentralen Punkt des Schiffes zur Verfügung gestellt.